# Hamilton (New York)
Hamilton è un comune della contea di Madison nello Stato di New York degli Stati Uniti d'America. Prende il nome di Alexander Hamilton, uno dei Padri fondatori degli Stati Uniti.
La popolazione era di 6 690 abitanti nel censimento del 2010. Nella zona nord ovest del comune ha sede la Colgate University.
Vi è nato John Vincent Atanasoff, inventore del computer digitale elettronico. 